# Ярмольник, Оксана Павловна
Окса́на Па́вловна Ярмо́льник (урождённая Афана́сьева; род. 29 января 1960, Москва, СССР) — российский дизайнер и художник по костюмам для театра и кино, актриса. Жена актёра и продюсера Леонида Ярмольника. Последняя возлюбленная Владимира Высоцкого.

## Биография
Дедушка был импресарио Шаляпина. Второй дедушка был директором школы-студии Айседоры Дункан, написал много книг о Есенине и Дункан. Бабушка была опереточная актриса, певица. Дядя — известный художник Соколов-Скаля. Прадедушка — дамский портной, кутюрье, у него была своя мастерская-ателье, дом в Камергерском переулке, рядом со МХАТом, обшивал и одевал всех мхатовских актёров, у него был дом в Париже.
Отец, Павел Васильевич Афанасьев-Севастьянов, еврей, по профессии — эстрадный автор, актёр; погиб в 1980 году.
Мать, Надежда Константиновна Трифонова — русская, рано умерла.
Тётя, Бела Валентиновна Чумакова — стоматолог, работала во Второй поликлинике Министерства здравоохранения на улице Рылеева, у неё лечились актёры, в том числе и Владимир Высоцкий.
Окончила факультет прикладного искусства Московского текстильного института.
С 1983 по 1985 год художник-постановщик во Всесоюзной дирекции циркового искусства.
С 1985 года работает с известными режиссёрами и сценографами, среди которых Олег Табаков, Сергей Женовач, Давид и Александр Боровские, Александр Митта, Борис Мессерер и другие.
В 2001 году запустила линию авторских мягких игрушек.
Автор книги для детей «Муська» (2013, совместно с художником Алёшей Блау).
Прототип Татьяны Ивлевой, последней любовной привязанности Владимира Высоцкого, в исполнении Оксаны Акиньшиной в фильме «Высоцкий. Спасибо, что живой» (2011).
Член попечительского совета благотворительного фонда «Линия жизни».

## Театральные работы
- «Правда — хорошо, а счастье лучше» (Малый театр)
- «От четверга до четверга» (Театр п/р О.Табакова)
- «Дети?!» (Театр на Малой Бронной)
- «Белая гвардия» (МХТ имени А. П. Чехова)

## Фильмография
Художник по костюмам
- 2006 — Связь
- 2008 — Отцы и дети

Актриса
- 1989 — Крейзи
- 2006 — Связь — Ирина Юрьевна

## Книги
- Оксана Ярмольник. Муська. — М. : Детское время, 2012. — 44 с. — 3000 экз. — ISBN 978-5-905682-06-3.

## Личная жизнь
Последняя возлюбленная Владимира Высоцкого.

Марина Влади была далеко, Оксана её воспринимала как его родственницу, её существование никак не отражалось на их отношениях.
Самые важные слова в её жизни Оксана услышала только через год после знакомства с Высоцким. Это произошло в Бухаре. Они жили в гостинице. У Высоцкого внезапно наступила клиническая смерть. Его чудом удалось спасти. Помог местный врач. Он сделал уколы в подключичную артерию. Когда Высоцкий пришёл в сознание, первое, что он сказал, было: «Я люблю тебя». Высоцкий никогда не бросался такими словами.
Оксана была с ним и в ту ночь, когда Владимира Семёновича не стало (1980 год). Фотограф В. Нисанов вспоминал: «…До 2 ночи пили. Потом Ксюша (Оксана Ярмольник), врач Толя Федотов и Сева Абдулов ушли в его квартиру. В квартире с Высоцким осталась Ксюша. В 4.30 утра стало известно, что Володя умер… Когда врач подошел к Высоцкому, тот был холодным».
Она сразу после похорон ушла из его квартиры. Не то что личные какие-то вещи — даже документы не взяла.
«Мы были наивными и полагали, что раз церковь отделена от советского государства, то нас могут запросто обвенчать и без штампиков в паспорте… Володя нашёл одного батюшку, который подпал под его обаяние и согласился нас обвенчать. Но не сложилось…» — 
Жена (с 1983 года) артиста Леонида Ярмольника, познакомились в Театре на Таганке, потом случайно встретились в гостях, Ярмольник 7 лет работал в Театре на Таганке. Звездных ролей у него не было, но у него были срочные вводы вместо Высоцкого. В 1983 году он покинул театр.
- Дочь — Александра Леонидовна Ярмольник (род. 2 декабря 1983) — художник по стеклу, изготавливает стеклянные скульптуры. Окончила МГХПУ им. Строганова, зять бизнесмен Андрей Мальцев.[10]
- Внуки — Пётр Андреевич Мальцев (род. 12 ноября 2014) и Павел (род. 2017г).[10]